# وسط شعران (وادي العين)
'

تعديل مصدري - تعديل

وسط شعران هي إحدى قرى عزلة وادي العين بمديرية حورة التابعة لمحافظة حضرموت، بلغ تعداد سكانها 17 نسمة حسب تعداد اليمن لعام 2004.